# Дело Зары Муртазалиевой
Дело Зары Муртазалиевой — дело о преследовании Муртазалиевой Зары Хасановной по обвинению в подготовке теракта. По решению суда была признана виновной и провела восемь с половиной лет заключения в женской колонии в республике Мордовия. Впоследствии адвокаты Зары Муртазалиевой обратились в ЕСПЧ. Добиться признания нарушения российскими судами Европейской конвенции по защите прав человека Заре Муртазалиевой не удалось.
С помощью правозащитников эмигрировала во Францию.

## Биография
Родилась 4 сентября 1983 года в станице Наурская Наурского района ЧИАССР.
После смерти отца в 2003 году, Зара перешла с очного на заочное отделение Пятигорского государственного лингвистического университета и переехала в Москву. Она собиралась помогать оставшейся без мужа матери содержать семью, в которой помимо неё было ещё трое детей.
17 января 2005 года Московский городской суд под председательством судьи Марины Комаровой приговорил Зару Муртазалиеву к лишению свободы сроком на 9 лет. Сама же Муртазалиева и её адвокаты заявляли о фальсификации уголовного дела и угрозах сотрудниками ФСБ ключевым свидетелям, которых заставили оговорить Муртазалиеву под угрозой разделить с ней тюремное заключение.
17 марта 2005 года Верховный суд Российской Федерации снизил срок заключения до 8.5 лет в связи с изменением законодательства.
Вышла на свободу 3 сентября 2012 года отбыв весь срок заключения в колонии в республике Мордовия. В том же году эмигрировала во Францию.

### Уголовное преследование
В сентябре 2003 года Муртазалиева устроилась работать в московскую страховую компанию «Витал-полис». Тогда же она познакомилась с москвичками Анной Куликовой и Дарьей Вороновой, которые ранее приняли религию ислам. Через них она познакомилась с Саидом Ахмаевым, который оказался секретным сотрудником УБОП ГУВД Москвы. Вскоре после знакомства с ним, Муртазалиева попала в разработку сотрудников ФСБ, которые нашли в лице неё подходящую кандидатуру на роль «террористки». За Зарой было установлено постоянное внешнее наблюдение. Кроме того, Саид Ахмаев предложил Заре пожить бесплатно в комнате в общежитии, которая предварительно была напичкана устройствами аудио прослушивания. За все время прослушивания комнаты и внешнего наблюдения не было установлено ни одного факта связи Муртазалиевой с терроризмом.
3 марта 2004 года после выхода с работы Зару Муртазалиеву задержали в районе Китай-город и доставили в УВД на проспекта Вернадского. «Там мое задержание объяснили очень просто, что в Москве проходит операция „антитеррор“ и проверяют всех выходцев с Кавказа, у которых берут отпечатки пальцев, проверяют регистрацию и другие документы. Я оставила свою куртку и дамскую сумочку в кабинете и направилась сдавать отпечатки пальцев». В УВД ей сказали, что она задержана в рамках спецоперации «антитеррор». После снятия отпечаток пальцев Зара, по её словам, вышла помыть руки. Во время её отсутствия оперативники подложили в оставленную ею в кабинете сумку брикеты взрывчатки. Её обвинили в том, что у неё в сумке обнаружена взрывчатка. В последующем на суде не было предоставлено ни одного доказательства вины Муртазалиевой. В суде сторона обвинения пояснила, что все доказательства были уничтожены из-за «недостатка места» для хранения в архиве ФСБ. Ей вменили подготовку теракта в торговом центре Охотный ряд, вербовку в террористы и хранение взрывчатых веществ. Интересы Муртазалиевой в суде представлял адвокат Владимир Суворов. Свидетели участвовавшие в уголовном деле Муртазалиевой отказались от своих показаний на суде, объяснив это тем, что следствие заставило их оговорить Зару Муртазалиеву.
Судебный процесс и предварительное следствие проходили с многочисленными нарушениями и привлекло внимание правозащитного сообщества России и Европы.

#### Приговор
17 января 2005 года Московский городской суд под председательством судьи Марины Комаровой признал Муртазалиеву виновной по ст 30 ч. 1 — (приготовление к преступлению и покушение на преступление); ст. 205 ч. 1 (вовлечение в совершение преступлений террористического характера); статья 205 ч. 1 УК РФ — (подготовка террористического акта); ст. 222 ч.1 — (незаконное приобретение, и хранение и перевозка взрывчатых веществ) и приговорил к лишению свободы сроком на 9 лет колонии. Правозащитный центр Мемориал, Гражданское Содействие, Московская-Хельсинкская группа, а также Amnesty International признали её политической заключенной, а дело сфабрикованным.
17 марта 2005 года Верховный суд РФ по представлению прокуратуры снизил срок до 8.5 лет в связи с изменением законодательства. В то же время Верховный суд отказался рассматривать кассационную жалобу адвокатов с просьбой отменить приговор и направить дело на повторное рассмотрение. Муртазалиева была этапирована в ИК-13 поселка Парца Зубово-Полянского района Мордовии, где на протяжении всего срока находилась под пытками и давлением со стороны спецслужб. В 2010 году адвокат Ксения Костромина обнаружила Муртазалиеву в тюремной больнице, куда она была доставлена с открытой черепно-мозговой травмой и многочисленными ушибами.
Муртазалиева по решению руководства ИК-13 находилась на постоянном профилактическом учёте и большую часть срока провела в штрафном изоляторе (ШИЗО), куда помещали, по ее воспоминаниям, из-за надуманных причин.
В мае 2008 года российские правозащитники обратились к руководству страны с призывом помиловать 15 граждан, среди которых были Зара Муртазалиева, Михаил Ходорковский и ученые, приговоренные за шпионаж к различным срокам заключения.
В октябре 2008 года Зубово-Полянский райсуд отказал в условно-досрочном освобождении.

### Процесс вЕСПЧ
Большая палата Европейского суда по правам человека также отклонила жалобу Зары Муртазалиевой. Добиться признания нарушения российскими судами Европейской конвенции по защите прав человека Заре Муртазалиевой не удалось.

### Освобождение и эмиграция
3 сентября 2012 года отбыв полностью срок вышла на свободу. В том же году уехала во Францию, где получила убежище. Живёт в Париже, в 2013 года вышла её книга на французском языке «Восемь с половиной лет. Женщина в путинских лагерях» («Huit ans et demi. Une femme dans les camps de Poutine»). В книге описана не только её история, но и в большей степени истории женщин, с которыми она познакомилась в колонии.
В 2017 году удостоена премии в Италии за отстаивание принципов чести и морали: Premio Internazionale Daniele Po.